# Такасе
Такасе (яп. 高瀬川 такасэгава) — река в Японии на острове Хонсю. Протекает по территории префектуры Аомори.
Исток реки находится под горой Хатиман-даке (八幡岳, высотой 1022 м). Такасе течёт на восток, на территории посёлка Ситинохе в неё впадает Сакута, в посёлке Камикита — Цубокава и Акагава, после чего она впадает в озеро Огавара. Далее река вытекает из северной части озера и впадает в Тихий океан.
Длина реки составляет 64 км, на территории её бассейна (867 км²) проживает около 80 тыс. человек. Согласно японской классификации, Такасе является рекой первого класса.
Около 69 % бассейна реки занимает природная растительность, около 29 % — сельскохозяйственные земли, около 2 % застроено.
Уклон реки в верховьях составляет около 1/50-1/2000, а в низовьях — 1/30000. Среднегодовая норма осадков в верховьях реки составляет около 2000 мм в год, а в низовьях около 1300 мм в год.